# Seringhausen (Wuppertal)
Seringhausen war eine Hofschaft im Wuppertaler Wohnquartier Herbringhausen im Stadtbezirk Langerfeld-Beyenburg.

## Geografie
Die Hofschaft lag östlich des Herbringhauser Bachtals auf 290 Meter über Normalnull westlich von Spieckerlinde und nördlich von In der Heye. Das Vorbecken Seringhausener Siefen der bis 1900 fertiggestellten Herbringhauser Talsperre liegt unmittelbar südwestlich des Standorts.
Heute ist der Standort eine in der Wasserschutzzone I gelegene, mit Wald bedeckte Wüstung.

## Geschichte
Die Endung -inghausen und die Lage an einer geschützten Quellmulde lässt auf eine Besiedlung im 9./10. Jahrhundert durch die Borchter schließen, die an der mittleren Ruhr lebten und bis zu Karls Sachsenkriegen unter sächsischer Herrschaft standen.
Im Mittelalter gehörte Seringhausen neben 15 weiteren Höfen zur Honschaft Walbrecken im Kirchspiel Lüttringhausen des Amtes Beyenburg. 1547 ist in einer Liste der Hand- und Spanndienste eine Wohnstätte belegt. Der Hof war zu dieser Zeit Teil des Hofverbands Mosblech, der ein Allod der bergischen Herzöge war. 1715 wird die Hofschaft auf der Topographia Ducatus Montani als Sirickhusen bezeichnet.
1815/16 lebten 19 Einwohner im Ort. 1832 war Seringhausen weiterhin Teil der Honschaft Walbrecken, die nun der Bürgermeisterei Lüttringhausen angehörte. Der laut der Statistik und Topographie des Regierungsbezirks Düsseldorf als Ackergut bezeichnete Ort wurde Sehringhausen genannt und besaß zu dieser Zeit zwei  Wohnhäuser, zwei landwirtschaftliche Gebäude und zwei Fabrikationsstätten. Zu dieser Zeit lebten 25 Einwohner im Ort, zehn katholischen und 15 evangelischen Glaubens. Im Gemeindelexikon für die Provinz Rheinland von 1888 werden drei Wohnhäuser mit 21 Einwohnern angegeben.
Mit dem Bau der Herbringhauser Talsperre rückte die Uferlinie nah an die Hofschaft heran. Dennoch bestand die Hofschaft noch bis in die 1970er Jahre innerhalb der inneren Wasserschutzlinie der Trinkwassertalsperre und wurde erst dann abgetragen.